# Trận Kota Bharu
Trận Kota Bharu bắt đầu ngay sau nửa đêm ngày 8 tháng 12 năm 1941 (theo giờ địa phương) trước cuộc tấn công Trân Châu Cảng. Đây là trận đánh lớn đầu tiên trong Chiến tranh Thái Bình Dương, và được diễn ra giữa một bên là lực lượng trên bộ của Quân Anh-Ấn và một bên là quân đội Đế quốc Nhật Bản.
Kota Bharu, thủ phủ của bang Kelantan trên bờ biển phía đông bắc Malaysia, vào năm 1941, là căn cứ hoạt động của Không quân Hoàng gia (RAF) và Không quân Hoàng gia Úc (RAAF) ở Bắc Mã Lai. Có một đường băng tại Kota Bharu và hai đường băng khác ở Gong Kedak và Machang. Tổn thất của quân Nhật là đáng kể do các cuộc không kích lẻ tẻ của Úc, hệ thống phòng thủ bờ biển của Ấn Độ và hoả lực pháo binh.

## Sự chuẩn bị của hai bên
Bài chi tiết: Nhật Bản xâm lược Thái Lan, Chiến dịch Krohcol và Chiến dịch Matador
Kế hoạch xâm lược Mã Lai của Nhật Bản liên quan đến việc đổ bộ binh lính từ Sư đoàn Bộ binh 5 tại Pattani và Songkhla trên bờ biển phía đông của Thái Lan, và binh lính từ Sư đoàn Bộ binh 18 tại Kota Bharu trên bờ biển phía đông bắc của Mã Lai. Các lực lượng đổ bộ lên Thái Lan là để đẩy qua bờ biển phía tây và xâm chiếm Mã Lai qua bang Kedah phía tây bắc, trong khi lực lượng đổ bộ phía đông sẽ tấn công xuống bờ biển phía đông từ Kota Bharu và tiến vào nội địa Mã Lai.
Kế hoạch phòng thủ của người Anh trước một cuộc tấn công từ Thái Lan vào tây bắc Mã Lai là một cuộc tấn công phủ đầu vào miền nam Thái Lan, tên mã là Chiến dịch Krohcol, để đánh chiếm các vị trí chiến lược quan trọng và trì hoãn cuộc tấn công của kẻ thù. Kế hoạch của người Anh là để bảo vệ bờ biển phía đông Mã Lai bao gồm các biện pháp phòng thủ bãi biển cố định của Sư đoàn Bộ binh 9 Ấn Độ dọc theo đoạn bờ biển phía bắc và 2/3 của Sư đoàn 8 Úc bảo vệ đoạn bờ biển phía nam (phần ba còn lại được triển khai đến Ambon, Tây Timor, và Rabaul).
Lực lượng tấn công của Nhật Bản được rút ra từ Tập đoàn quân 25 dưới quyền chỉ huy của Trung tướng Tomoyuki Yamashita. Lực lượng này xuất phát từ cảng Samah trên Đảo Hải Nam vào ngày 4 tháng 12 năm 1941.Các tàu bổ sung chở thêm binh lính đã gia nhập đoàn tàu vận tải từ Sài Gòn ở miền Nam Việt Nam, Đông Dương thuộc Pháp. Một máy bay trinh sát của RAAF Lockheed Hudson đã phát hiện ra đoàn tàu vận tải này. Phó Đô đốc Thomas Phillips, tư lệnh lực lượng Hải quân Anh ở Viễn Đông, đã ra lệnh cho tàu chiến HMS Repulse huỷ chuyến đi đến Darwin, Australia, và quay trở về Singapore càng nhanh càng tốt. Lực lượng đổ bộ một lần nữa được phát hiện một lần nữa vào ngày 7 tháng 12 bởi một thuỷ phi cơ Catalina thuộc Phi đội 205 RAF, nhưng chiếc Catalina đã bị bắn rơi bởi 5 máy bay tiêm kích Nakajima Ki-27 trước khi nó kịp gửi báo cáo về sở chỉ huy không quân tại Singapore. Sĩ quan Không quân Patrick Bedell, chỉ huy Catalina, và 7 thành viên phi hành đoàn của ông trở thành thương vong đầu tiên của Quân Đồng minh trong cuộc chiến với Nhật Bản.
Trước cuộc xâm lược, quân Nhật đã tuyển mộ một số ít người Mã Lai bất mãn với người Anh vào một tổ chức thứ năm có tên gọi là "Xã hội rùa". Cảnh sát Mã Lai đã nhận thức được sự tồn tại của tổ chức này và đã tiến hành bắt giữ một số thủ lĩnh của nó ngay trước cuộc đổ bộ của Nhật Bản. Tại Kota Bharu, các thành viên của tổ chức này đã hỗ trợ cho quân xâm lược và đóng vai trò là người hướng dẫn.

## Đổ bộ vào Kota Bharu
Đại tướng Không quân Robert Brooke-Popham, Tổng Tư lệnh của Bộ Tư lệnh Viễn Đông Anh, lo sợ rằng Hạm đội Nhật Bản đang cố gắng kích động một cuộc tấn công của Anh và do đó để có một cái cớ để tham chiến, đã ngần ngại phát động Chiến dịch Matador vào ngày 7 tháng 12. Matador là kế hoạch của Anh nhằm tiêu diệt lực lượng đổ bộ trước hoặc trong cuộc đổ bộ. Ông quyết định trì hoãn hoạt động, ít nhất là trong đêm. Ngay sau nửa đêm ngày 7/8 tháng 12, lính Ấn tuần tra các bãi biển tại Kota Bharu phát hiện ra ba bóng lớn: đó là các tàu vận tải Awazisan Maru, Ayatosan Maru, và Sakura Maru, thả neo cách bờ biển khoảng 3 km (1.6 nmi; 1.9 dặm). Các con tàu chở khoảng 5,200 quân thuộc Biệt đội Takumi (Thiếu tướng Hiroshi Takumi, trên tàu Awazisan Maru). Hầu hết những người lính này là cựu binh từng tham chiến ở Trung Quốc.
Lực lượng đổ bộ Nhật Bản bao gồm các đơn vị từ Sư đoàn Bộ binh 18. Lực lượng tham gia tấn công đến từ Trung đoàn Bộ binh 56 (Đại tá Yoshio Nasu, trên tàu Sakura Maru), được hỗ trợ bởi một khẩu đội sơn pháo của Trung đoàn Sơn pháo 18 (Trung tá Katsutoshi Takasu), Trung đoàn Công binh 12 (Trung tá Ichie Fujii), Đơn vị Tín hiệu Sư đoàn 18, một đại đội thuộc đơn vị Quân y Sư đoàn 18 và Bệnh viện Dã chiến 2 thuộc đơn vị Quân y Sư đoàn 18. Chúng được hỗ tống bởi một hạm đội (Lực lượng Đổ bộ Kota Bharu) dưới quyền chỉ huy của Chuẩn Đô đốc Shintaro Hashimoto, bao gồm tuần dương hạm hạng nhẹ Sendai, các khu trục hạm Ayanami, Isonami, Shikinami, và Uranami, các tàu quét mìn số 2 và số 3 và tàu săn ngầm số 9.
Cuộc đổ bộ bắt đầu bằng một cuộc bắn phá vào khoảng 00:30 giờ địa phương vào ngày 8 tháng 12 (02:00 giờ địa phương tại Tokyo vào ngày 8 tháng 12, 17:00 GMT vào ngày 7 tháng 12). Các máy bay cất cánh từ 6 tàu sân bay của Nhật Bản bay về phía Trân Châu Cảng cách điểm đến 50 phút. Cuộc tấn công Trân Châu Cảng bắt đầu lúc 01:48 Kelantan giờ địa phương (03:18 giờ Nhật Bản ngày 8 tháng 12; 18:18 GMT, 07:48 giờ Hawaii ngày 7 tháng 12). Do đó, nó thường được gọi là cuộc tấn công ngày 7 tháng 12 ở Hoa Kỳ. Việc tải tàu đổ bộ bắt đầu gần như ngay khi các tàu vận tải thả neo. Biểu động và gió mạnh đã cản trở hoạt động và một số tàu nhỏ hơn bị lật. Một số binh sĩ Nhật Bản đã chết đuối. Bất chấp những khó khăn này, đến 00:45, đợt đổ bộ đầu tiên đã hướng đến bãi biển thành 4 hàng.
Lực lượng phòng thủ trên bộ là Lữ đoàn Bộ binh 8 Ấn Độ (Chuẩn tướng B. W. Key) thuộc Sư đoàn Bộ binh 9 Ấn Độ (Thiếu tướng A. E. Barstow), được hỗ trợ bởi 4 khẩu sơn pháo hạng trung 3,7 inch thuộc Khẩu đội Sơn pháo 21 (IA) (Thiếu tá J. B. Soper). Tiểu đoàn 3/17 Bn, Trung đoàn Dogra, dưới quyền chỉ huy của Trung tá G.A. Preston, chịu trách nhiệm phòng thủ đoạn bờ biển dài 10 dặm (16 km) là địa điểm đổ bộ được chọn. Quân Anh củng cố các bãi biển và đảo nhỏ bằng mìn, dây thép gai và hộp phòng thủ. Họ được hỗ trợ bởi Khẩu đội Pháo Dã chiến 73 thuộc Trung đoàn Pháo Dã chiến 5, Pháo binh Hoàng gia, được triển khai liền kề với sân bay gần đó. Khu vực được bảo vệ bởi Tiểu đoàn Dogra 3/17 bao gồm các bãi biển hẹp Badang và Sabak tại Kota Bharu. Các bãi biển bị chia cắt bởi hai cửa sông dẫn đến cửa sông Pengkalan Chepa thông qua một mê cung của các con lạch, đầm phá và đảo đầm lầy, đằng sau đó là sân bay Kota Bharu và con đường chính trong đất liền.
Tiểu đoàn Dogra ngay lập tức nổ súng dữ dội vào lực lượng xâm lược bằng pháo binh và súng máy. Đến nửa đêm, những đợt lính Nhật đầu tiên hướng về phía bãi biển trên tàu đổ bộ. Đại tá Masanobu Tsuji đã viết trong cuốn sách của mình về Chiến dịch Mã Lai:
| “ | Các hộp phòng thủ của kẻ địch, đã được chuẩn bị tốt, đã phản ứng dữ dội với lực lượng mạnh đến mức người của chúng tôi buộc phải nằm trên bãi biển, một nửa trong và một nửa ra khỏi mặt nước không thể ngẩng đầu lên. | ” |

Làn sóng thứ nhất và thứ hai của quân Nhật đã bị ghim chặt bởi hoả lực dữ dội từ các hộp phòng thủ và chiến hào của Tiểu đoàn Dogra nhưng sau khi chiến đấu tay đôi ác liệt. một cuộc đột nhập đã được thực hiện trong hệ thống phòng thủ ở bờ nam cửa sông. Ở bờ phía bắc, quân Nhật bị ghim chặt trên một hòn đảo nơi bình minh tìm thấy họ bị mắc kẹt ngoài trời. Máy bay Đồng minh từ các sây bay gần đó bắt đầu tấn công hạm đội đổ bộ và những người lính bị mắc kẹt trên đảo. Thương vong của người Nhật trong đợt thứ nhất và thứ hai rất nặng nề. Người Nhật chỉ tìm cách rời khỏi bãi biển sau khi hai vị trí hộp phòng thủ và các chiến hào hỗ trợ bị phá huỷ. Bất chấp sự kháng cự mạnh mẽ của họ, Dogra buộc phải rút lui để phòng thủ sân bay. Chuẩn tướng Key phái lực lượng dự bị của mình: Trung đoàn Biên phòng 2/12 và Lực lượng Súng trường Biên phòng 1/13 để hỗ trợ Dogra. Lúc 10:30, Key ra lệnh cố gắng chiếm lại các bãi biển đã mất cùng với Trung đoàn Biên phòng 2/12 tấn công từ phía nam và Lực lượng Súng trường Biên phòng 1/13 tấn công từ phía bắc. Cuộc giao tranh dữ dội diễn ra trên các bãi biển với cả hai bên đều chịu nhiều thương vong hơn. Các lực lượng Anh đã đạt được một số tiến bộ nhưng không thể đẩy lùi quân xâm lược. Vào buổi chiều, một cuộc tấn công thứ hai đã diễn ra nhưng lại thất bại trong việc đẩy lùi quân xâm lược.
Sân bay tại Kota Bharu đã được sơ tán và đến hoàng hôn ngày 8 tháng 12, với tầm nhìn rất thấp, và quân Nhật hiện đã có thể xâm nhập giữa các đơn vị Anh và với những mối đe doạ có thể xảy ra về việc đổ bộ xa hơn về phía nam, Chuẩn tướng Key đã xin phép hai cấp trên của mình là Thiếu tướng Barstow (Tư lệnh Sư đoàn Bộ binh 9 Ấn Độ) và Trung tướng Heath (Tư lệnh Quân đoàn III Ấn Độ) rút lui nếu thấy cần thiết.

## Các cuộc không kích
Phi đội 1 RAAF đặt căn cứ tại Kota Bharu đã cho xuất phát 10 máy bay ném bom Lockheed Hudson để tấn công các tàu vận tải Nhật Bản. mỗi chiếc được trang bị 4 quả bom 250 lb (113 kg). Trong 17 phi vụ được thực hiện, họ mất 2 chiếc Hudson do bị bắn rơi và 3 chiếc bị hư hỏng nặng. Một chiếc Hudson, do Trung uý Không quân John Graham Leighton Jones điều khiển, đã đâm vào một tàu đổ bộ đầy tải sau khi bị bắn trúng khi đang bắn phá đầu bãi biển, giết chết khoảng 60 binh sĩ Nhật trên máy bay. Chỉ có 5 chiếc Hudson vẫn đủ điều kiện bay vào cuối trận chiến.
Cả ba tàu chở quân Nhật đều bị hư hại đáng kể, nhưng trong khi Ayatosan Maru và Sakura Maru vẫn có thể ra khơi, Awazisan Maru bị bốc cháy và bị bỏ lại. Các cuộc tấn công của Phi đội 1 RAAF đã giết chết hoặc làm bị thương ít nhất 110 thành viên thuỷ thủ đoàn. Xác tàu đắm sau đó tự chìm hoặc bị tàu ngầm Hà Lan K XII phóng ngư lôi vào ngày 12 tháng 12.
Mặc dù phòng thủ vững chắc, Takumi đã có 3 tiểu đoàn bộ binh đầy đủ trên bờ vào giữa buổi sáng ngày 8 tháng 12. Các cuộc phản công do Chuẩn tướng Key phát động đã thất bại và quân Nhật tiến chiếm thị trấn Kota Bharu vào ngày 9. Sau cuộc giao tranh ác liệt trong đêm, Trung đoàn Biên phòng 2/12 của Trung tá Arthur Cumming đã cố gắng trấn giữ sân bay và thực hiện một hành động bảo vệ hậu phương tuyệt vời. Cumming sau đó đã nhận được Huân chương Chữ thập Victoria trong cuộc chiến tại Kuantan. Key đã yêu cầu và được phép rút khỏi Kota Bharu.
Người Nhật tuyên bố rằng cuộc đổ bộ lên Kota Bharu là một trong những cuộc đổ bộ bạo lực nhất trong toàn bộ Chiến dịch Mã Lai. Người ta ước tính rằng họ đã phải chịu đựng khoảng 300 người chết và 500 người bị thương.